# Phil Urich (personaje)
Philip Benjamin "Phil" Urich (/ʊərɪk/) es un personaje de ficción creado por Marvel Comics. Apareció por primera vez en Web of Spider-Man # 125, escrito por Gerry Conway. Era un superhéroe como el Duende Verde y un supervillano como el Hobgoblin. Más tarde fue coronado el Caballero Duende antes de apodarse a sí mismo como el Rey Duende.

## Historial de publicación
Phil Urich apareció por primera vez en Web of Spider-Man # 125.

## Biografía

### Heroico Duende Verde
Phil Urich, sobrino de Ben Urich del Daily Bugle, se encuentra con uno de los escondites del viejo Duende Verde de Harry Osborn. El uso de una máscara que ofrece un "zap" le otorga fuerza de nivel Duende sin los efectos secundarios psicóticos de la fórmula original de Duende, y gana fuerza y resistencia mejoradas. Intenta ganarse la reputación de superhéroe tras la muerte de Harry Osborn, hijo del Duende Verde original. Sin embargo, a veces se le considera tan maníaco como sus antecesores villanos. Su equipo está dañado durante una batalla contra un Centinela en el crossover de Onslaught; Urich sacrifica su planeador para destruir un Centinela embistiendo al robot en la cabeza, pero un fragmento de metal rebota en la explosión y daña los circuitos de su máscara. Urich no puede repararlo ni reemplazarlo y se retira de ser el Duende Verde.
Más tarde, Phil forma un grupo de autoayuda de superhéroes con Mickey Musashi para evitar que los adolescentes se conviertan en superhéroes y para ayudar a los ex superhéroes jóvenes a superar sus pasados, intentando convencerlos a ellos ya otros de que sus poderes habían dañado sus vidas. Sus intenciones son puras, pero acepta fondos de un benefactor secreto para rescatar a los Runaways durante el arco de la historia de "Verdaderos creyentes". Los grupos se comprometen a ponerse su uniforme por última vez y ayudar a los Runaways a derrotar a un clon de Ultron. El equipo jura no volver a usar sus poderes, pero Mattie Franklin descubre en secreto un anillo de drogas de MGH. Esto lleva a Nekra a atacar al grupo durante una de sus sesiones de asesoramiento. Urich sufre una crisis mental después de ver a Chris Powell y Mickey compartir un beso de celebración, al parecer, se convenció a sí mismo de que él y Mickey tenían sentimientos el uno por el otro, aunque ella solo lo veía como un amigo. Ataca a Mickey y Chris y le roba el amuleto Darkhawk a Chris. Los Loners se unen para luchar contra Urich, pero él es capaz de escapar con Hollow.

### Villano Hobgoblin
A continuación, se ve a Urich en la historia de Big Time en Nueva York ayudando a su tío en las nuevas oficinas de Front Line. Se siente atraído por su compañera de trabajo Norah Winters, que está buscando una historia en "Goblin Gangs". Urich va a uno de los antiguos escondites de los Duendes, esperando encontrar algo para impresionarla. Se encuentra con Daniel Kingsley (haciéndose pasar por su hermano Roderick Kingsley, el Hobgoblin original) que también está buscando alguna nueva tecnología de Duende. Kingsley está a punto de matarlo cuando Urich chasquea y usa su risa loca para incapacitar al Hobgoblin. Usando la espada de fuego que Kingsley acababa de encontrar, Urich decapita a Kingsley y roba el nuevo equipo de Duende Verde de la guarida secreta de Osborn. Urich luego asume la identidad de Hobgoblin por sí mismo. Ahora operando como un villano, ataca a un Think tank local, y se enfrenta a Spider-Man, que salva a Max Modell de ser atacado por Hobgoblin. Cogiendo al héroe con la guardia baja con su risa Duende, Urich intenta decapitarlo. Bella Fishback, una de las trabajadoras del think tank, puede interrumpir las ondas sónicas para salvar a Spider-Man, pero Urich escapa con el Reverbium que había venido a robar. Él entrega el metal a Kingpin y se convierte en uno de sus operativos. Spider-Man y Black Cat luchan contra Urich y Kingpin para recuperar el metal experimental. Durante la pelea, la risa loca de Urich hace que el edificio se derrumbe, y él salva a Kingpin para que no muera.
Urich le da a Norah consejos sobre posibles avistamientos de Hobgoblin para que puedan espiar juntos en un intento de alejarla de Randy Robertson. Los celos de Urich por Randy también hacen que rompa una viga de apoyo cuando los Spider-Slayers de Alistair Smythe atacan las oficinas de Front Line. Esto, junto con el daño causado por el ataque, hace que el techo se derrumbe en Randy. Randy sobrevive al colapso, pero está gravemente herido. Urich, como el Hobgoblin, lucha contra Hércules, después de que él derrota a una pandilla que trabaja para Kingpin. Sus bombas de calabaza hacen que los escombros caigan sobre Hércules, quien sin embargo se escapa de los escombros. Luego reanuda la pelea mientras el Hobgoblin filma la pelea con cámaras ocultas mientras transmite el video en vivo. Hércules gana la pelea, aumentando su propia popularidad en lugar de la de Urich, que era la intención original de Urich. Kingpin convence a Hércules de no entregarlo a las autoridades. Urich ataca a Spider-Girl después de que Norah habla de lo impresionante que es; quiere mostrarle a Norah que él, como el Hobgoblin, es más impresionante. Él la atrae hacia él dejando un camino destructivo para que ella lo siga. Spider-Girl casi lo derrota, pero Spider-Man interviene después de ver lo que está haciendo, creyendo que todavía es demasiado inexperta para luchar contra un oponente tan poderoso. Al hacer esto, hace que el Hobgoblin se escape. Urich finalmente separa a Randy y Norah después de que los acecha y los enfrenta en su personaje de Hobgoblin. Urich luego seduce a Norah, que no sabe el papel que jugó en la ruptura, y la besa. Bajo órdenes del Kingpin, Urich se une a Spider-Girl para luchar contra la Hermandad de la Avispa en Spider-Island. Urich se infiltra en un transporte de prisioneros que se dirige a la Balsa para matar a la Mosca Humana por robar dinero de Kingpin. En el transporte, se encuentra con el Agente Venom y pelea con él. La lucha resulta en un punto muerto y la Mosca Humana se escapa.
Durante una confrontación con Spider-Man, Hobgoblin usa un arma diseñada para interrumpir el sentido arácnido de Spider-Man. Aunque inicialmente parece haber fallado, Peter más tarde se da cuenta de que ha intensificado su sentido arácnido, lo que hace que reaccione ante la más mínima de las amenazas. El estado mental de Peter, junto con un mensaje mal enviado de Madame Web, le permite a Urich capturarlo mientras aún estaba aturdido.
Más tarde, Peter descubre que Urich y Kingpin no han descubierto su identidad secreta cuando Urich se refiere a Peter como "el mejor amigo de Spider-Man". Urich y Kingpin intentan que Peter les diga quién es Spider-Man pero fracasa. Mientras tanto, Roderick Kingsley se viste con su viejo traje para ir a buscarlo. Mientras Kingsley se involucra con Urich, Max Modell ayuda a Peter a escapar. Peter, usando sus tiradores web, rompe el arma disruptiva y escapa. Kingpin luego ordena a los dos Hobgoblins después de él. Ambos Hobgoblins terminan peleando contra Spider-Man, pero finalmente se rinden porque Roderick Kingsley decide matar a Urich. Sin embargo, termina cambiando de opinión en el último momento, permitiéndole conservar su identidad como Hobgoblin, con la condición de que le dé a Kingsley un recorte de las ganancias que obtiene. Urich acepta a regañadientes el acuerdo pero rápidamente comienza a conspirar para matar a Kingsley. Cuando el alcalde J. Jonah Jameson anuncia un esfuerzo para acabar con los supervillanos, Urich discute si vale la pena seguir siendo Hobgoblin mientras le paga mucho dinero al Tinkerer por su equipo de Hobgoblin y a Kingsley por permitir que se le permita ser Hobgoblin.

### Caballero Duende
Cuando The Superior Spider-Man (la mente del Doctor Octopus en el cuerpo de Spider-Man) asalta Shadowland, Hobgoblin tiene que valerse por sí mismo mientras Kingpin se escapa. Hobgoblin se escapa, encontrando Spider-Bots que no lo detectan. Tras el asalto en Shadowland, Hobgoblin va a Tinkerer y solicita mejoras a su equipo para sobrevivir a la agresiva campaña de Superior Spider-Man. Tiberius Stone (que se esconde bajo el Tinkerer) hace las mejoras, planeando la venganza de que Hobgoblin lo arruine mientras trabaja para Kingpin. Cuando Superior Spider-Man finalmente se enfrenta a Hobgoblin, su tecnología falla como resultado de la venganza de Tiberius Stone. Escapa, pero no antes de que el Superior Spider-Man logre colocar marcadores lo suficientemente profundos en la piel de Urich para escuchar su nombre en los transmisores. Luego revela públicamente a Urich como Hobgoblin en el Daily Bugle. Urich, al ver los feeds, se da cuenta de que no tiene a dónde correr. Con su identidad como Hobgoblin revelada al público, Urich hace desesperadamente excusas mientras sus compañeros de trabajo de Daily Bugle se vuelven contra él. Superior Spider-Man, aprendiendo la ubicación de Urich, llega al Daily Bugle y lucha con un inestable Urich y lo desarma. Parece que considera darle a Urich una ejecución pública, pero Urich es liberado de un transporte de la prisión por parte de Amenaza y llevado por el Duende Verde, quien actualiza su armadura y sus armas. El Rey Duende pide solo una dedicación completa a la única identidad de Urich a partir de entonces como el Caballero Duende. Rey Duende entrena al Caballero Duende, quien está ansioso por saltar a la acción contra Superior Spider-Man. Rey Duende reprende a Caballero Duende por hacer que cierre sus Protocolos de Duende para evitar que el Superior Spider-Man los detecte. Cuando Monster y Amenaza atacan a los secuaces de Roderick Kingsley Ringer, Steeplejack, y Tumbler, Caballero Duende mata a Steeplejack. El Caballero Duende (junto a otros Caballeros Duende) estaba con el Rey Duende cuando luchó (y mató) a Hobgoblin. Más tarde, Caballero Duende revisa el cuerpo para ver si era Roderick Kingsley debajo de la máscara. Descubre que en realidad es el mayordomo de Roderick Kingsley, Claude, quien murió. El Caballero Duende destruye el cuerpo para asegurar que el Rey Duende nunca sospeche que Kingsley todavía está vivo. Al enterarse de la identidad de su sobrino, Ben Urich intenta organizar una reunión para disuadir a Phil y convencerlo de que acepte una cura para la fórmula de Duende. Pero cuando Robbie Robertson es descubierto en el área, Phil cree que Ben había estado tratando de poner una trampa y le causa una lesión grave a Robbie antes de que aparezca Spider-Man. Urich puede escapar cuando Ben convence a Superior Spider-Man para que lleve a Robbie al hospital, pero Ben deja en claro que no tiene interés en proteger a Urich, reconociendo que a Urich le gustaba lo que era y que no le interesaba la redención ni la ayuda.

### Rey Duende
Tras la conclusión de la historia de The Superior Spider-Man, el verdadero Spider-Man regresa. Phil Urich ahora lidera los remanentes de la Nación Duende como el autoproclamado Rey Duende. Rey Duende se reúne con Señor Negativo, donde esperan a que aparezca Anguila para dividir al criminal clandestino tras la derrota de Norman Osborn. La reunión es estrellada por Black Cat y Electro. Black Cat menciona al Rey Duende y al Señor Negativo que Spider-Man los había descartado y desea compartir sus planes.
Durante la historia de AXIS, Rey Duende intenta rescatar a Lily Hollister de un transporte de la policía. Esta misión va mal y Lily se vuelve amnesiaca. Cuando el Rey Duende se enfrenta a Roderick Kingsley en su cuartel general, Reina Gato sale en su defensa. Rey Duende reconoce a Lily Hollister como Reina Gato, pero ella no lo reconoce. Tras el ataque, Urich convence a Missile Mate de que el Hobgoblin pronto abandonaría a los héroes que había entrenado. Missile Mate va a la sede de la Nación Duende y le pide al Rey Duende que se una a él y se convierta en un supervillano. Rey Duende es reacio, pero Missile Mate le muestra que también ha reunido a todos los supervillanos que Hobgoblin había "abandonado" (que consiste en 8-Ball III, Killer Shrike II, Melter III, Tiger Shark II, y Unicorn IV) después de convertirse en un buen chico. Mientras que la celebración del Día de Hobgoblin se celebra con un desfile en honor de Roderick Kingsley, Missile Mate traiciona a Hobgoblin e intenta asesinarlo en nombre del Rey Duende. Roderick, sin embargo, ya había esperado la traición y había estado usando un señuelo de holograma que tomó el golpe de Missile Mate. Tan pronto como Roderick Kinglsey se enfrenta a Missile Mate, el Rey Duende aparece con su Nación Duende y ataca la celebración. Hobgoblin derrota al Rey Duende en combate y lo entrega a él ya los miembros de la Nación Duende con él ante las autoridades.
Habiendo escapado de la prisión en circunstancias no reveladas durante la historia de "Go Down Swinging", Urich allanó uno de los antiguos clubes de caballeros de Norman Osborn para adquirir el armamento Duende que Osborn almacenaba allí, pero Osborn, actualmente ejerce el poder del simbionte Carnage después de que Octavius cura la adquisición de Osborn. sus poderes, aparentemente mata a Urich al arrancarle el corazón.

## Poderes y habilidades

### Como Duende Verde
Debido a la ingestión de una versión modificada de la "Fórmula Duende" de Norman Osborn, Phil Urich gana fuerza sobrehumana (capaz de elevar hasta 9 toneladas), resistencia, durabilidad, velocidad y reflejos. Sin embargo, no puede acceder a estas habilidades sin el catalizador desconocido provisto por la máscara Goblin que usa. También posee una llamada "risa lunática" capaz de crear ondas de sonido que desorientan a la mayoría de las personas. Es posible que la fórmula también haya aumentado su inteligencia, ya que ha demostrado tener una inteligencia inusual en lo que respecta a la estrategia y la modificación de su equipo, como lo había hecho la fórmula Duende para otros usuarios. Se desconoce si necesitaba o no la máscara para esto.
Como Duende, Urich usa un disfraz de Duende alternativo / repuesto compuesto por una malla de cota de malla capaz de desviar fuego de armas pequeñas. Viaja en un "Duende Planeador" con forma de murciélago, de un solo hombre, propulsado por cohetes. Al igual que otros planeadores Duendes, está armado con misiles que buscan calor, ametralladoras y cuchillas retráctiles. Otras armas que Urich suele usar son bombas de calabaza incendiarias capaces de derretirse a través de 3 pulgadas (76 mm) de acero, bombas de humo y gases con una apariencia de fantasma, bumeranes con forma de murciélago y guantes tejidos con filamentos de microcircuitos Capaz de descargar casi 1.000 voltios de electricidad. La mayor parte de este equipo se destruyó completamente o se dejó inoperable durante la batalla final de Urich con el Centinela.

### Como Hobgoblin
Como el Hobgoblin, Phil Urich usa un traje naranja de Hobgoblin con alas en la parte posterior que le permiten volar sin el uso de un Duende Planeador y tomó la máscara de Roderick Kingsley como propia. Él usa las bombas de calabaza tradicionales que todos los Duendes verdes y Hobgoblins antes que él han usado, pero también tiene una nueva espada flamígera. Todavía retiene su "Risa Lunática" de cuando era el Duende y también tiene fuerza sobrehumana, velocidad, durabilidad, resistencia, reflejos y sentidos, y un intelecto mejorado. Por razones desconocidas, ya no necesita su máscara para activar este poder. Con la ayuda de Reverbium, su "risa loca" pudo hacer colapsar un edificio.

## Otras versiones

### MC2
En la línea de tiempo de MC2, Phil Urich se casa con su novia Meredith y se convierte en un científico forense y amigo de Peter Parker. Él es consciente de las identidades de Peter y Spider-Girl. Phil Urich retoma la identidad del Goblin, primero con el nombre de Duende Dorado, luego como Duende Verde con la asistencia de Normie Osborn. Después de que Urich pierde una larga serie de batallas, Normie recrea la máscara original de Urich, lo que le otorga fuerza sobrehumana y otras habilidades, mejorando enormemente su efectividad. También es miembro fundador de los Nuevos Guerreros.
Si bien Urich originalmente requería la tecnología de la máscara Goblin para mejorar sus habilidades físicas, conservó un poder que puede activar sin la máscara. Urich es capaz de usar su risa como una especie de arma sonora. Su "risa lunática" ha demostrado desorientar a los oponentes e incluso destrozar sus tímpanos. Una vez usó la risa cuando estaba fuera del disfraz para derrotar al simbionte Venom después de que tomó posesión de Peter.

## En otros medios
La encarnación Phil Urich de Hobgoblin se agregó al juego de mesa de superhéroes Heroclix en 2013.